# Erythrodiplax paraguayensis
Erythrodiplax paraguayensis – gatunek ważki z rodziny ważkowatych (Libellulidae).